# Pont Saint-Martin
Die Pont Saint-Martin (walserdeutsch: Martinstäg) ist eine römische Segmentbogenbrücke in der gleichnamigen Ortschaft Pont-Saint-Martin im Aostatal in Italien. Die Einbogenkonstruktion gehört mit einer Spannweite von ca. 36 m (anderen Angaben zufolge 31,40 m) und einer Gewölbedicke von nur rund einem Meter zu den größten und kühnsten Brückenbauten der Antike. Die Pont Saint-Martin dient seit mehr als zweitausend Jahren dem Verkehr.

## Verkehrslage und Datierung
Die Pont Saint-Martin liegt in der gleichnamigen Gemeinde eingangs des Aostatals, in der sie über den Gebirgsbach Lys führt, kurz bevor dieser in den Fluss Dora Baltea mündet. Die Brücke war Teil einer transalpinen Römerstraße durch das Aostatal, die über den Großen und Kleinen St. Bernhard nach Gallien führte und im 2. und 1. Jahrhundert v. Chr. im Zuge der römischen Expansion über die Alpen schrittweise ausgebaut wurde. Die Errichtung der heute stehenden Brücke dürfte in die Zeit des Kaisers Augustus fallen, der nach der Einnahme der Stadt Aosta 25 v. Chr. und ihrer Neugründung als römische Kolonie Augusta Praetoria das lokale Straßensystem von Grund auf erneuern ließ. Das Fundament aus behauenen Steinquadern, das sich deutlich von der darüberliegenden Bruchsteinverkleidung abhebt, hat Anlass zu der Vermutung gegeben, dass ein Vorgängerbau mit ähnlich großer Spannweite bereits 141 oder 120 v. Chr. beim Bau der ersten Militärstraßen im Tal errichtet worden sein könnte, aber aufgrund der damals noch nicht ausgereiften Betontechnik nicht lange Bestand gehabt hatte.

## Konstruktion

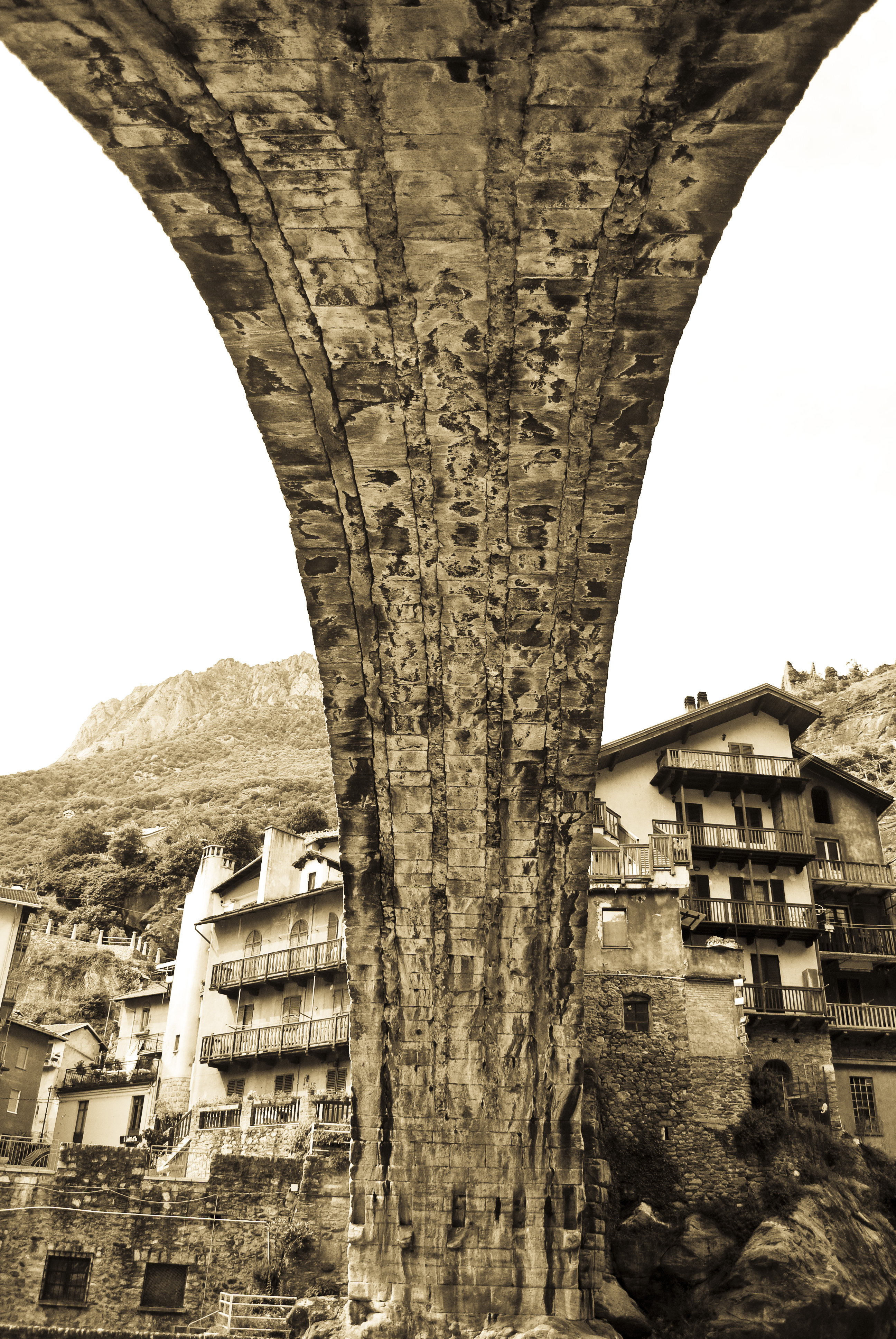
Unterseite des Bogengewölbes

Die Pont Saint-Martin hebt sich bautechnisch durch eine Reihe besonderer Merkmale von der typischen Römerbrücke ab, insbesondere durch ihre ungewöhnlich große Spannweite und den äußerst dünnen Gewölbebogen, der überdies eine kreissegmentförmige Form aufweist.
Die lichte Weite der Brücke beträgt ca. 36,65 m (oder 31,4 m), womit das Bauwerk zu den größten noch stehenden Römerbrücken zählt. Die Breite beträgt 5,80 m, wobei die beidseitige Brüstung den Fahrweg auf 4,60 m verengt. Die Höhe von den Kämpferpunkten bis zur Fahrbahnoberfläche erreicht 12 m und bis zum oberen Ende der Brüstung 13,60 m.
Die Pont Saint-Martin gehört zu den wenigen Flachbogenbrücken der Antike. Die Bogenmitte liegt 5,80 m unterhalb der Kämpferpunkte, wodurch das Tonnengewölbe einen Kreisausschnitt von 144 Grad beschreibt. Mit einem Verhältnis von lichter Spannweite zu Stichhöhe von ca. 3,3 zu 1 weicht die Brücke recht klar von der typischen römischen Halbkreisbogenbrücke ab, bei der lediglich zwei Längenmeter durch einen Höhenmeter gewonnen wurden. Das flachere Bogenprofil bewirkte eine Materialersparnis in der Vertikalen, machte aber auch stärkere Widerlager an der Uferböschung notwendig, um den höheren Seitendruck auffangen zu können. Die Nachbarschaft zur Pont de Pierre in Aosta, die sich auf dem gleichen Straßenabschnitt befindet und ebenfalls unter Augustus gebaut wurde, könnte auf eine lokale Verdichtung der Segmentbogentechnik schließen lassen.
Der besondere Charakter der Pont Saint-Martin wird auch an ihren 71 tragenden Keilsteinen erkennbar, die nur eine sehr geringe Dicke von ungefähr 1,03 m aufweisen. Laut Colin O’Connor ist das Verhältnis von Bogendicke zu lichter Spannweite der wichtigste Parameter beim Bau von Steinbogenbrücken. Römische Baumeister verfolgten gewöhnlich einen eher konservativen Ansatz und vermieden bei größeren Brücken Gewölbestärken, die weniger als 1/20 der Spannweite betrugen. Dieser Wert sinkt bei der Pont Saint-Martin auf kühne 1/34 ab, was unter den mehr als vierzig von O’Connor untersuchten Römerbrücken unübertroffen blieb.
Weitere erhaltene Römerbrücken im Aostatal sind die Pont de Pierre und die Pont d’Aël.